# Jatropha
Genre
Classification APG II (2003)
Jatropha est un genre de plantes à fleurs dicotylédones de la famille des Euphorbiaceae.
On dénombre environ 160 espèces originaires d'Amérique centrale ou du Sud.

## Description, dénominations
Les tiges renflées (caudex) à la base de certaines espèces leur valent les noms de plantes bouteilles et de pignons d'Inde, mais on les appelle aussi médiciniers pour leurs utilisations thérapeutiques auxquelles le genre doit son nom (Jatropha dérive du grec jatrós, médecin et trophé, nourriture).

## Usages
Comme pour la plupart des Euphorbiaceae, les baies et la sève sont toxiques (y compris pour les poulets, les poissons, les ruminants et même les chèvres, dans ce cas quelle que soit la dose testée).
Les jatrophas les plus connus pour leurs usages sont :
- Jatropha curcas (également appelée pourghère, pignon d'Inde ou médicinier). C'est un arbuste traditionnellement utilisé en haie vive pour protéger des cultures ou des habitations des animaux (ses graines aux propriétés médicinales sont toxiques pour les humains et les animaux), originaire d'Amérique centrale ; il présente des vertus désinfectante[3], antifongique[4] et antiparasitaire, susceptible d'être utilisée contre la Malaria[3] ; il est aujourd'hui répandu dans le monde entier ;
- Jatropha cilliata contient des flavonoides qui ont des propriétés anxiolytiques atténuant les conflits entre souris de laboratoire[5] ;
- Jatropha gossypiifolia dont l'huile est purgative et la racine utilisée contre la lèpre ;
- Jatropha integerrima, épicar, à la floraison rouge décorative ;
- Jatropha multifida, l'arbre corail dont les feuilles sont consommées au Mexique ;
- Jatropha podagrica, plante ornementale très prisée ;
- Jatropha phyllacantha, plante du Brésil aussi appelée favela qui donna son nom aux quartiers déshérités de la plupart des villes du pays.

L'huile de jatropha extraite de son fruit peut être utilisée pour la cuisson des aliments, produire du savon ou des bougies.
Plus récemment, cette huile a été proposée comme agrocarburant, mais avant que les besoins de l'espèce soient bien connus et avec des résultats controversés.

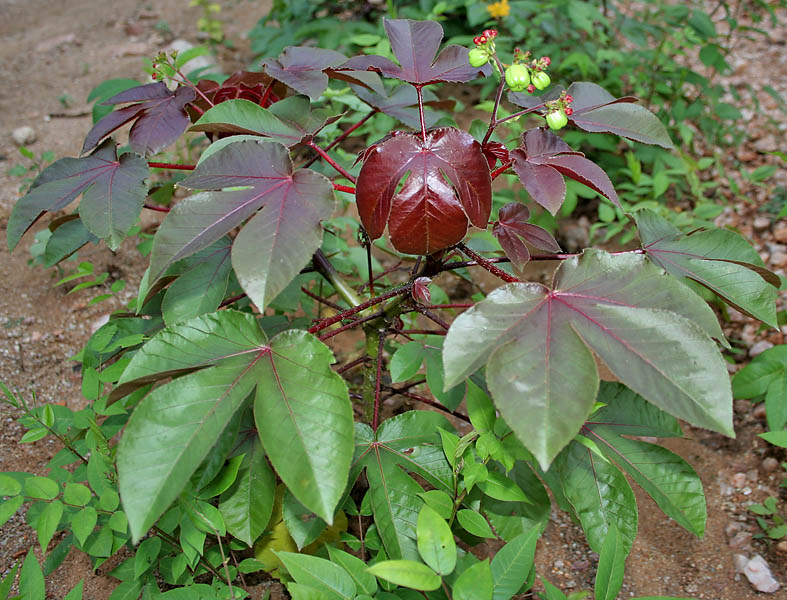
Jatropha gossypiifolia à Hyderabad, en Inde.

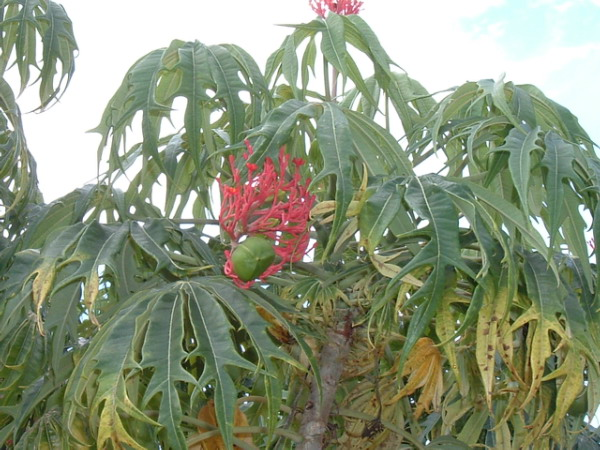
Arbre corail ou médicinier d'Espagne Jatropha multifida.

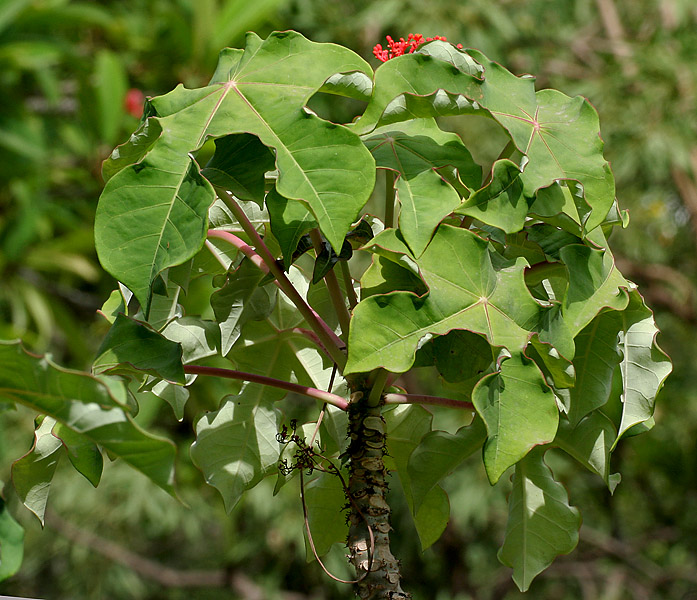
Jatropha podagrica, Hyderabad, État d'Andhra Pradesh en Inde.

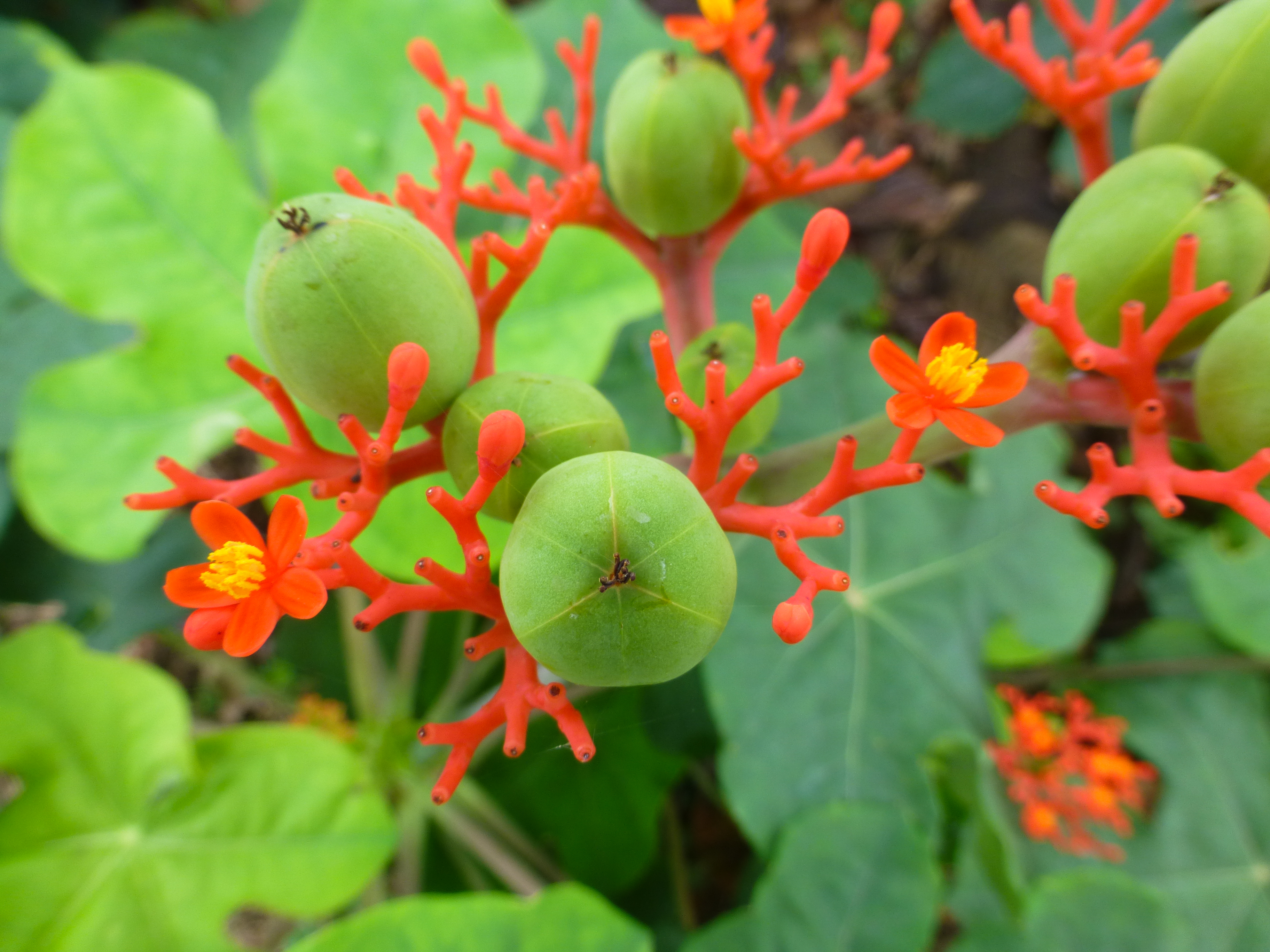
Jatropha podagrica, fleurs et fruits, Jardin botanique de la reine Sirikit, Thaïlande

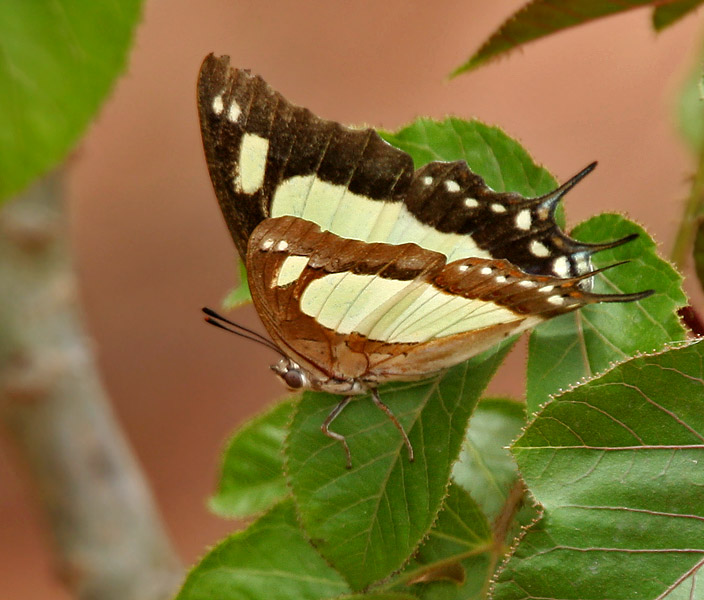
Papillon Polyura agraria sur une plante Jatropha à Hyderabad, État d'Andhra Pradesh en Inde.

## Liste d'espèces
- Jatropha acrandra
- Jatropha aculeata
- Jatropha aculeatissima
- Jatropha acuminata
- Jatropha adenophila
- Jatropha afrocurcas
- Jatropha afrotuberosa
- Jatropha aipi
- Jatropha alamani
- Jatropha albomaculata
- Jatropha andrieuxii
- Jatropha angustidens
- Jatropha angustifolia
- Jatropha anomala
- Jatropha antisiphilitica
- Jatropha appendiculata
- Jatropha arborea
- Jatropha arcuata
- Jatropha arguta
- Jatropha arizonica
- Jatropha aesculifolia
- Jatropha aspleniifolia
- Jatropha atacorensis
- Jatropha aethiopica
- Jatropha augusti
- Jatropha australis
- Jatropha bahiana
- Jatropha bartlettii
- Jatropha basiacantha
- Jatropha batawe
- Jatropha baumii
- Jatropha bellatrix
- Jatropha berlandieri
- Jatropha berterii
- Jatropha bornmulleri
- Jatropha bornmuelleri
- Jatropha botswanica
- Jatropha brachyadenia
- Jatropha brachypoda
- Jatropha breviloba
- Jatropha brockmanii
- Jatropha bullockii
- Jatropha cajaniformis
- Jatropha calyculata
- Jatropha campanulata
- Jatropha campestris
- Jatropha canescens
- Jatropha capensis
- Jatropha cardiophylla
- Jatropha caricaefolia
- Jatropha carpinifolia
- Jatropha carthagenensis
- Jatropha carthaginensis
- Jatropha cathartica
- Jatropha catingae
- Jatropha cecropiaefolia
- Jatropha cercidiphylla
- Jatropha cervicornis
- Jatropha chacoana
- Jatropha chamelensis
- Jatropha chevalieri
- Jatropha ciliata
- Jatropha cinerea
- Jatropha clavuligera
- Jatropha cleomaefolia
- Jatropha cluytioides
- Jatropha coccinea
- Jatropha collina
- Jatropha condor
- Jatropha confusa
- Jatropha contrerasii
- Jatropha conzattii
- Jatropha cordata
- Jatropha cordifolia
- Jatropha coerulea
- Jatropha coerulescens
- Jatropha costaricensis
- Jatropha crinita
- Jatropha crotolariaeformis
- Jatropha cuneata
- Jatropha cuneifolia
- Jatropha curcas (syn: Curcas curcas), L., « plante à pétrole »
- Jatropha dalechampiaeformis
- Jatropha decipiens
- Jatropha decumbens
- Jatropha dehganii
- Jatropha deutziiflora
- Jatropha dhofarica
- Jatropha diacantha
- Jatropha dichtar
- Jatropha diffusa
- Jatropha digitiformis
- Jatropha dioica
- Jatropha dissecta
- Jatropha divaricata
- Jatropha divergens
- Jatropha diversifolia
- Jatropha dulcis
- Jatropha edulis
- Jatropha eglandulosa
- Jatropha elastica
- Jatropha elbae
- Jatropha elegans
- Jatropha ellenbeckii
- Jatropha elliptica
- Jatropha erythropoda
- Jatropha euarguta
- Jatropha excisa
- Jatropha fallax
- Jatropha ferox
- Jatropha fischeri
- Jatropha fissispina
- Jatropha flabellifolia
- Jatropha flavovirens
- Jatropha foetida
- Jatropha fragrans
- Jatropha foetida
- Jatropha fragrans
- Jatropha fremontioides
- Jatropha froesii
- Jatropha frutescens
- Jatropha gallabatensis
- Jatropha galvanii
- Jatropha gaumeri
- Jatropha giffordiana
- Jatropha glabrescens
- Jatropha glandulifera
- Jatropha glandulosa
- Jatropha glauca
- Jatropha glaucovirens
- Jatropha globosa
- Jatropha gossypiifolia L.
- Jatropha gracilis
- Jatropha grandifrons
- Jatropha grossidentata
- Jatropha guaranitica
- Jatropha hamosa
- Jatropha harmsiana
- Jatropha hassleriana
- Jatropha hastata
- Jatropha herbacea
- Jatropha hernandiaefolia
- Jatropha heterophylla
- Jatropha heudelotii
- Jatropha heynei
- Jatropha hieronymi
- Jatropha hildebrandtii
- Jatropha hintonii
- Jatropha hippocastanifolia
- Jatropha hirsuta
- Jatropha hoffmanniae
- Jatropha horrida
- Jatropha horizontalis
- Jatropha humboldtiana
- Jatropha humifusa
- Jatropha humilis
- Jatropha hypogyna
- Jatropha hypoleuca
- Jatropha inaequispina
- Jatropha induta
- Jatropha inermiflora
- Jatropha integerrima Jacq.
- Jatropha intercedens
- Jatropha intermedia
- Jatropha isabelli
- Jatropha jacquini
- Jatropha jaenensis
- Jatropha jurgenseni
- Jatropha kamerunica
- Jatropha katharinae
- Jatropha kilimandscharica
- Jatropha krusei
- Jatropha kunthiana
- Jatropha lacerti
- Jatropha laciniosa
- Jatropha lagarinthoides
- Jatropha lanciniosa
- Jatropha latifolia
- Jatropha leuconeura
- Jatropha liebmanni
- Jatropha loasoides
- Jatropha lobata
- Jatropha lofgrenii
- Jatropha loefgrenii
- Jatropha loeflingii
- Jatropha longepedunculata
- Jatropha longepetiolata
- Jatropha longipedunculata
- Jatropha longipes
- Jatropha loristipula
- Jatropha loureirii
- Jatropha luxurians
- Jatropha macrantha
- Jatropha macrocarpa
- Jatropha macrophylla
- Jatropha macrorhiza
- Jatropha maculata
- Jatropha mahafalensis
- Jatropha mahafaliensis
- Jatropha maheshwarii
- Jatropha malacophylla
- Jatropha malmeana
- Jatropha manihot
- Jatropha maracayensis
- Jatropha marginata
- Jatropha martinezii
- Jatropha martiusii
- Jatropha matacensis
- Jatropha mcvaughii
- Jatropha melanosperma
- Jatropha messinica
- Jatropha microdonta
- Jatropha minor
- Jatropha mitis
- Jatropha mollis
- Jatropha mollissima
- Jatropha moluccana
- Jatropha moluensis
- Jatropha monroi
- Jatropha montana
- Jatropha moranii
- Jatropha multifida L. - Arbre corail (syn : Jatropha janipha)
- Jatropha multiflora
- Jatropha multiloba
- Jatropha mutabilis
- Jatropha nana
- Jatropha napaeifolia
- Jatropha natalensis
- Jatropha neglecta
- Jatropha neopauciflora
- Jatropha neriifolia
- Jatropha nogalensis
- Jatropha nudicaulis
- Jatropha oaxacana
- Jatropha obbiadensis
- Jatropha oblanceolata
- Jatropha obtusifolia
- Jatropha octandra
- Jatropha officinalis
- Jatropha oligandra
- Jatropha olivacea
- Jatropha opifera
- Jatropha orangeana
- Jatropha orbicularis
- Jatropha ortegae
- Jatropha osteocarpa
- Jatropha pachypoda
- Jatropha pachyrrhiza
- Jatropha palmata
- Jatropha palmatifida
- Jatropha palmatifolia
- Jatropha palmeri
- Jatropha palustris
- Jatropha panduraefolia
- Jatropha pandurifolia
- Jatropha paniculata
- Jatropha papaya
- Jatropha papyrifera
- Jatropha paradoxa
- Jatropha paraguayensis
- Jatropha parvifolia
- Jatropha pauciflora
- Jatropha paucistaminea
- Jatropha paviaefolia
- Jatropha paxii
- Jatropha pedatipartita
- Jatropha pedersenii
- Jatropha peiranoi
- Jatropha pelargoniifolia
- Jatropha peltata
- Jatropha pentaphylla
- Jatropha pereziae
- Jatropha peruviana
- Jatropha phillipseae
- Jatropha phyllacantha
- Jatropha pilosa
- Jatropha platanifolia
- Jatropha platyandra
- Jatropha platyphylla
- Jatropha podagrica
- Jatropha pohliana
- Jatropha polyantha
- Jatropha porrecta
- Jatropha portoricensis
- Jatropha pringlei
- Jatropha pronifolia
- Jatropha pruinosa
- Jatropha prunifolia
- Jatropha pseudo
- Jatropha pseudoglandulifera
- Jatropha pubescens
- Jatropha puncticulata
- Jatropha pungens
- Jatropha purpurea
- Jatropha purpureo
- Jatropha pusilla
- Jatropha pyrophora
- Jatropha quinquefolia
- Jatropha quinqueformis
- Jatropha quinqueloba
- Jatropha quinquelobata
- Jatropha rangel
- Jatropha regina
- Jatropha reniformis
- Jatropha ribifolia
- Jatropha ricinifolia
- Jatropha rigidifolia
- Jatropha riojae
- Jatropha rivae
- Jatropha robecchii
- Jatropha robertii
- Jatropha rosea
- Jatropha rotundifolia
- Jatropha rufescens
- Jatropha rumicifolia
- Jatropha rzedowskii
- Jatropha sabdariffa
- Jatropha sagittato
- Jatropha salicifolia
- Jatropha scaposa
- Jatropha schlechteri
- Jatropha schweinfurthii
- Jatropha seineri
- Jatropha sellowiana
- Jatropha serrulata
- Jatropha setifera
- Jatropha silvestris
- Jatropha simayuca
- Jatropha sinuata
- Jatropha somalensis
- Jatropha sparsifolia
- Jatropha spathulata
- Jatropha spicata
- Jatropha spinosa
- Jatropha spinosissima
- Jatropha standleyi
- Jatropha staphysagrifolia
- Jatropha stephani
- Jatropha stevensii
- Jatropha stigmatosa
- Jatropha stipulata
- Jatropha stipulosa
- Jatropha stuhlmannii
- Jatropha subaequiloba
- Jatropha subintegra
- Jatropha sylvestris
- Jatropha sympetala
- Jatropha tacumbensis
- Jatropha tanjorensis
- Jatropha tehuantepecana
- Jatropha tenerrima
- Jatropha tenuicaulis
- Jatropha tenuifolia
- Jatropha tepiquensis
- Jatropha tetracantha
- Jatropha texana
- Jatropha thyrsantha
- Jatropha tlalcozotitlanensis
- Jatropha tomentella
- Jatropha tomentosa
- Jatropha transiens
- Jatropha trifida
- Jatropha triloba
- Jatropha tripartita
- Jatropha triphylla
- Jatropha tropaeolifolia
- Jatropha tuberosa
- Jatropha tubulosa
- Jatropha tupifolia
- Jatropha ulei
- Jatropha uncinulata
- Jatropha unicostata
- Jatropha urnigera
- Jatropha variabilis
- Jatropha varians
- Jatropha variegata
- Jatropha variifolia
- Jatropha velutina
- Jatropha vernicosa
- Jatropha villosa
- Jatropha viminea
- Jatropha violacea
- Jatropha vitifolia
- Jatropha weberbaueri
- Jatropha websteri
- Jatropha weddeliana
- Jatropha wightiana
- Jatropha woodii
- Jatropha yucatanensis
- Jatropha zeyheri

## Espèces déplacées vers d'autres genres
- Pour Jatropha stimulosa, voir Cnidoscolus stimulosus
- Pour Jatropha urens, voir Cnidoscolus urens.